# Regeringen Anders Fogh Rasmussen III
Regeringen Anders Fogh Rasmussen III dannedes efter folketingsvalget 2007 og var Danmarks regering fra 23. november 2007 til 5. april 2009. Den bestod af 19 ministre, 12 fra Venstre og 7 fra Konservative og blev afløst af Regeringen Lars Løkke Rasmussen I.

## Ministre
- Statsminister Anders Fogh Rasmussen (V)
- Økonomi- og erhvervsminister, vicestatsminister Bendt Bendtsen (K) – fra 10. september 2008 Lene Espersen (K)
- Udenrigsminister Per Stig Møller (K)
- Finansminister Lars Løkke Rasmussen (V)
- Justitsminister Lene Espersen (K) – fra 10. september 2008 Brian Mikkelsen (K)
- Klima- og energiminister Connie Hedegaard (K)
- Miljøminister Troels Lund Poulsen (V)
- Kulturminister Brian Mikkelsen (K) – fra 10. september 2008 Carina Christensen (K)
- Forsvarsminister Søren Gade (V)
- Skatteminister Kristian Jensen (V)
- Beskæftigelsesminister Claus Hjort Frederiksen (V)
- Minister for udviklingsbistand Ulla Tørnæs (V)
- Minister for videnskab, teknologi og udvikling Helge Sander (V)
- Minister for fødevarer, landbrug og fiskeri Eva Kjer Hansen (V)
- Undervisningsminister og minister for nordisk samarbejde Bertel Haarder (V)
- Velfærdsminister og minister for ligestilling Karen Jespersen (V)
- Transportminister Carina Christensen (K) – fra 10. september 2008 Lars Barfoed (K)
- Minister for sundhed og forebyggelse Jakob Axel Nielsen (K)
- Minister for flygtninge, indvandrere og integration samt kirkeminister Birthe Rønn Hornbech (V)

## Ændringer i forhold tilRegeringen Anders Fogh Rasmussen II
- Tidligere finansminister Thor Pedersen blev ny formand for Folketinget, idet Christian Mejdahl ikke genopstillede
- Undervisnings- og kirkeminister Bertel Haarder beholdt posten som undervisningsminister, men blev i stedet for kirkeminister ny minister for nordisk samarbejde
- Socialminister og minister for ligestilling Karen Jespersen blev ny velfærdsminister og minister for ligestilling
- Tidligere indenrigs- og sundhedsminister Lars Løkke Rasmussen blev ny finansminister
- Tidligere miljøminister og minister for nordisk samarbejde Connie Hedegaard blev ny klima- og energiminister
- Ny miljøminister blev Troels Lund Poulsen
- Tidligere familie- og forbrugerminister Carina Christensen blev ny transportminister
- Tidligere transportminister Jakob Axel Nielsen blev ny minister for sundhed og forebyggelse
- Birthe Rønn Hornbech blev ny integrations- og kirkeminister

## Senere ændringer
I forbindelse med hidtidig Økonomi- og erhvervsminister Bendt Bendtsen afgang blev der 10. september 2008 foretaget en rokade blandt de konservative ministre.
- Økonomi- og erhvervsminister Bendt Bendtsen forlod som nævnt regeringen.
- Tidligere justitsminister Lene Espersen blev ny økonomi- og erhvervsminister.
- Tidligere kulturminister Brian Mikkelsen blev ny justitsminister.
- Tidligere transportminister Carina Christensen blev ny kulturminister.
- Lars Barfoed blev ny transportminister.